# Königreich Syrien
Das Königreich Syrien, Königreich Großsyrien oder Arabisches Königreich Syrien (arabisch المملكة العربية السورية, DMG al-Mamlaka al-ʿarabiyya as-sūriyya) war ein Staat in Vorderasien und bestand vom 8. März bis zum 24. Juli 1920 teilweise auf dem Gebiet der heutigen Staaten Jordanien und Syrien. Das Königreich war einer der ersten unabhängigen arabischen Staaten der Moderne und wurde von König Faisal, dem späteren ersten König des Irak, regiert.

## Vorgeschichte

Flagge der Arabischen Revolution und der Haschimiten, an die sich die Flagge des Königreiches anlehnte

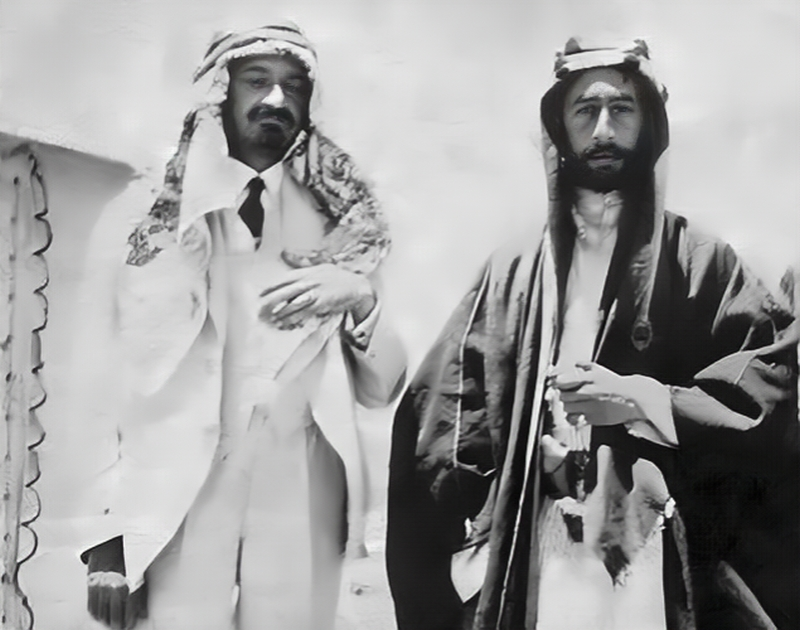
Emir Faisal I. (rechts) und Chaim Weizmann am 4. Juni 1928 im Süden des Vilâyet Syrien, heute Jordanien

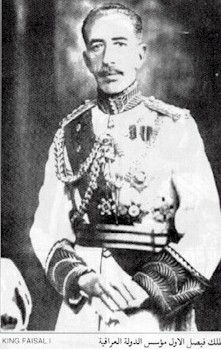
Faisal, König von Syrien, wurde nach dem Fall seines Königreichs Syrien mit Unterstützung der britischen Regierung zum König des Iraks

In der Hussein-McMahon-Korrespondenz von 1915/1916 verhandelten Emir Hussein ibn Ali und der britische Hochkommissar für Ägypten, Sir Henry McMahon, über die Zukunft der arabischen Länder und der Beteiligung der Araber im Kampf gegen die Osmanen. Von arabischer Seite wurde die Korrespondenz als Anerkennung des arabischen Unabhängigkeitswunsches interpretiert, woraufhin Hussein ibn Ali am 10. Juni 1916 zum Widerstand gegen die osmanischen Herrscher aufrief und das Königreich Hedschas gründete.
Im gleichen Jahr gelang dessen Sohn Emir Faisal I. die Vereinigung der Beduinenstämme auf der Arabischen Halbinsel im Kampf gegen die Osmanen im Ersten Weltkrieg. Gemeinsam mit britischer Unterstützung unter Lawrence von Arabien gelang den Arabern die Vertreibung der Osmanen aus Palästina und Syrien sowie die Einnahme von Damaskus am 30. September 1918. Am 3. Oktober erreichte Faisal die Stadt.
Auf der Pariser Friedenskonferenz 1919 trat Faisal für die Unabhängigkeit der arabischen Emirate vom Osmanischen Reich ein, was jedoch erfolglos blieb, da Großbritannien und Frankreich bereits im geheimen Sykes-Picot-Abkommen vom 16. Mai 1916 den Nahen Osten unter sich aufgeteilt hatten, was vom 1920 gegründeten Völkerbund anerkannt wurde.
Im Faisal-Weizmann-Abkommen vom 3. Januar 1919, das Emir Faisal und der spätere Präsident der Zionistischen Weltorganisation, Chaim Weizmann, unterzeichneten, erkannte die arabische Seite die Balfour-Deklaration für einen jüdischen Staat in Palästina an. Das Abkommen trat jedoch durch die späteren Ereignisse im Nahen Osten nie in Kraft.

## Entwicklung

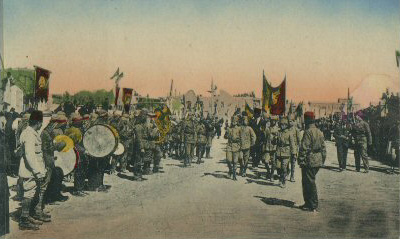
Ausrufung von Faisal I. zum König von Syrien

Königliche Standarte von Faisal I

Für die Beteiligung am Kampf der Entente cordiale gegen die Mittelmächte bekam Faisal den Libanon und Syrien auf der Grundlage einer Nationalversammlung zugesprochen. Anfang März lehnte die Regierung unter Haschim Chalid al-Atassi das Faisal-Weizmann-Abkommen ab. Am 7. März 1920 erfolgte vom syrischen Nationalkongress in Damaskus die Ausrufung der Unabhängigkeit von Syrien einschließlich Palästinas unter König Faisal, am nächsten Tag wurde das Arabische Königreich Syrien proklamiert. Am 9. März 1920 wurde schließlich eine neue Regierung unter Ali Rida ar-Rikabi gebildet. Am 8. April 1920 erfolgte die gleichzeitige Krönung Faisals zum König Syriens und von Abdallah ibn Husain I. zum König des Irak.
Nach der Konferenz von Sanremo vom 19. bis zum 26. April und dem Vertrag von Sèvres vom 25. April 1920 übertrug der Völkerbund Frankreich das Mandat für Syrien und Libanon und Großbritannien das Mandat für Jordanien und Palästina. Daraufhin kam es zu gewaltsamen Protesten der Araber und zur Bildung einer neuen Regierung unter Haschim al-Atassi am 7. Mai 1920.
Die Christen im Libanon bezeichneten die Reaktion der Regierung in Damaskus als Staatsstreich und erwirkten die Unabhängigkeitserklärung von der Regierung im Libanon. Die Regierung verfügte die Mobilmachung der Armee. Der französische General Gouraud stellte Faisal am 14. Juli ein Ultimatum und überließ ihm die Wahl zwischen Abdankung und Unterordnung. Der König entschied sich zur Zusammenarbeit, woraufhin ihm jedoch sein Verteidigungsminister Yousef Al-Azama die Gefolgschaft verweigerte und die Auseinandersetzung mit den Franzosen suchte. So kam es am 23. Juli 1920 zur Schlacht von Maysalun, in der die Franzosen unter General Henri Gouraud siegten. Am 24. Juli zogen die Franzosen in Damaskus ein und zwangen Faisal zur Abdankung, der daraufhin nach Großbritannien ins Exil ging.
Der aus dem Irak ins väterliche Königreich Hedschas zurückgekehrte Abdallah ibn Husain sammelte dort 1.200 Mann Truppen, mit denen er gen Damaskus vorrückte, um die Vertreibung seines Bruders Faisal durch die Franzosen zu rächen, in Maʿan stoppten ihn am 10. November die Briten.